# Andrej Lukanov
Andrej Karlov Lukanov (bulgariska: Андрей Карлов Луканов), född 26 september 1938 i Moskva, död 2 oktober 1996 i Sofia, var en bulgarisk kommunistisk politiker och Folkrepubliken Bulgariens siste premiärminister. Han deltog i den statskupp ledd av Petăr Mladenov som 1989 avsatte Bulgariens mångårige ledare Todor Zjivkov.